# Ґузд (Ґарволінський повіт)
Ґузд (пол. Gózd) — село в Польщі, у гміні Борове Ґарволінського повіту Мазовецького воєводства.
Населення — 104 особи (2011).
У 1975-1998 роках село належало до Седлецького воєводства.

## Демографія
Демографічна структура станом на 31 березня 2011 року:
|          | Загалом | Допрацездатний вік | Працездатний вік | Постпрацездатний вік |
| -------- | ------- | ------------------ | ---------------- | -------------------- |
| Чоловіки | 61      | 16                 | 40               | 5                    |
| Жінки    | 43      | 10                 | 23               | 10                   |
| Разом    | 104     | 26                 | 63               | 15                   |